# Heiko Butscher
Heiko Butscher   (Leutkirch im Allgäu, 28 de juliol de 1980) és un exfutbolista alemany. Va començar com a futbolista al SV Ellwangen. Va ser actiu com a futbolista professional, generalment com a defensa, de 1999 a 2015 quan va acabar la carrera al VfL Bochum i va continuar com a entrenador.